# Eigenarenmonument plantage De vier kinderen

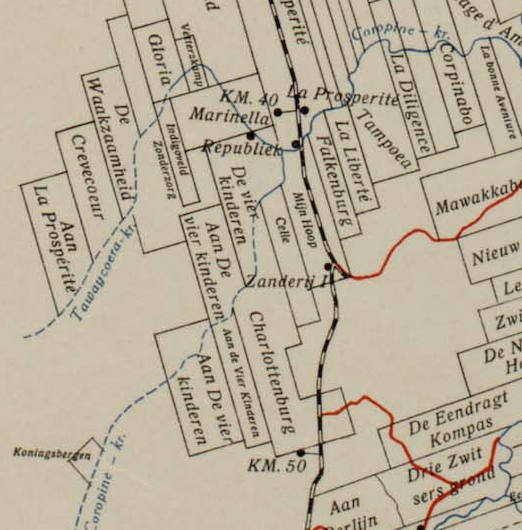
Ligging van de plantage De vier kinderen in Para. Uitsnede van de kaart van L.A. Bakhuijs en W. de Quant (1930)

Het Eigenarenmonument van plantage De vier kinderen is een eerbetoon aan de tien kopers van de plantage op 7 oktober 1880. De vier kinderen was gelegen aan de Tawaycoerakreek en de Coropinakreek, die uitmondt in de Pararivier. Het monument is geplaatst in de periode 1996-2000 in het dorp Vierkinderen.
Het monument is gemaakt van kiezelstenen en heeft de vorm van een obelisk. Op iedere zijde is een reliëf aangebracht dat een kind voorstelt. De kinderen houden elkaar vast. De obelisk is op een sokkel geplaatst die uit gemetselde bakstenen bestaat met aan iedere kant een hardstenen plaat met de namen van de kopers. Zij waren opwonenden van het gebied.
De tien kopers waren de vertegenwoordigers van 196 plantagebewoners, gegroepeerd in 18 families. Ze kochten de plantage met drie bijbehorende gronden, in totaal 3.390 ha voor 4.000 gulden. Willem Sno, Sander Gambier, Frits Brasil, Julius Clare, Alphonse Marengo, Marius Ligeon, Simon Panka, Janny Symor, Johannes Lijpzig en mevrouw Henriette Cairo melden zich op 7 october 1880 bij de districtssecretaris van Boven Suriname en Boven Para en tekenden de koopakte met een kruisje.

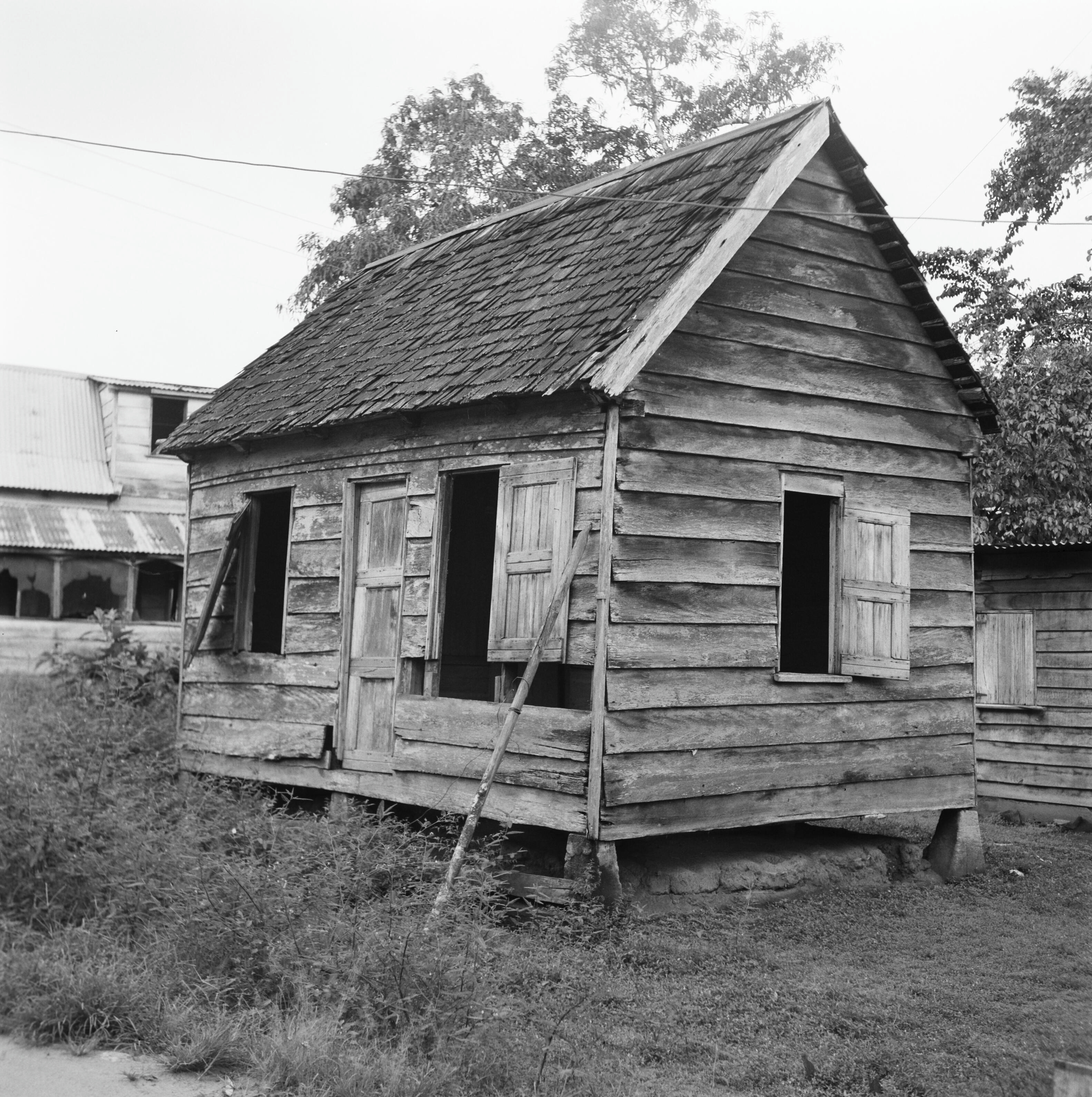
Voormalig arbeidershuis op plantage Vierkinderen. Foto: C.L. Temminck Groll (1971)

Het kopen van een voormalige plantage door de bewoners gebeurde rond die tijd ook op andere plantages in Para. Na de afschaffing van de slavernij in Suriname in 1863 kochten acht voormalige slaafgemaakten op 18 mei 1881 de grond van plantage Onverwacht om er een houtplantage te beginnen en in op 31 mei 1901 kochten vrijgemaakte bewoners een deel van de grond van plantage Onoribo.